# Ansa cervicalis superficialis
Die Ansa cervicalis superficialis (oberflächliche Halsnervenschlinge) ist eine Nervenschlinge, die vom Halsast (Ramus colli) des Nervus facialis und den aufsteigenden Ästen des Nervus transversus colli gebildet wird. Sie liegt zwischen dem Musculus sternocleidomastoideus und dem Platysma in der oberen, vorn-seitlichen Halshälfte. Ihr Verbindungsast (Ramus communicans) läuft annähernd parallel zur Vena jugularis externa und überkreuzt die Vena jugularis anterior. Der Begriff der Ansa cervicialis superficialis wird nach der neusten Nomenklatur nicht mehr verwendet.
Die tiefer gelegene Ansa cervicalis liegt unterhalb des Musculus sternocleidomastoideus.

## Quelle
- Michael Schünke, Erik Schulte, Udo Schumacher: Prometheus. Lernatlas der Anatomie. Kopf,Hals und Neuroanatomie. 4. Auflage. Thieme, Stuttgart 2015, ISBN 978-3-13-139544-3, S. 90, 240.